# David Lynch: The Art Life
David Lynch: The Art Life és una pel·lícula documental de 2016 dirigida per Jon Nguyen. La pel·lícula segueix l'educació del director David Lynch a Montana, l'estat de Washington, Idaho i Virgínia, el seu trasllat inicial a Filadèlfia per seguir una carrera com a pintor, fins a l'inici de la producció d’Eraserhead.

## Producció
David Lynch: The Art Life es va fer durant quatre anys mentre els cineastes van filmar i gravar més de 20 converses amb Lynch a casa seva. El personal de la pel·lícula havia col·laborat prèviament en la realització de la pel·lícula Lynch One , que tractava de la realització d’Inland Empire.
La pel·lícula va rebre la producció a través d'una campanya Kickstarter.

## Llançament
Abans de l'estrena de les pel·lícules, Film Constellation va comprar els drets de venda mundial de The Art Life.
David Lynch: The Art Life es va estrenar a la 73a Mostra Internacional de Cinema de Venècia el 4 de setembre de 2016. La pel·lícula va rebre una estrena limitada a nivell nacional el 31 de març de 2017.
La pel·lícula va ser llançada en Blu-ray Disc per The Criterion Collection.

## Recepció
Al lloc web de l'agregador Rotten Tomatoes, The Art Life actualment té una puntuació d'aprovació del 91%, basada en 77 ressenyes, amb una puntuació mitjana de 7,4/10. El consens crític del lloc web diu: "David Lynch: The Art Life ofereix una mirada a la vida i l'ofici del director l'enfocament inusual del qual està d'acord amb l'estètica singularment estranya del tema." A Metacritic, la pel·lícula va rebre una puntuació de 75 sobre 100, basada en 17 crítiques, que indicaven "crítiques generalment favorables".